# Atractodes mesozonius
Atractodes mesozonius là một loài tò vò trong họ Ichneumonidae.